# John Mordler
John Michael Mordler, né le 8 novembre 1938 à Londres, est un producteur musical et directeur d'opéra de nationalité britannique.

## Biographie
Il fait ses études à la Merchant Taylors' School, puis à l'École des hautes études commerciales de Paris (1958). Il obtient une maîtrise universitaire ès lettres en français et en allemand à l'Université de St Andrews (1961). Il s'intéresse à la musique et prend des cours de composition. Il travaille son piano, apprend la trompette et joue dans des orchestres amateurs.

### Producteur musical
Il entre en 1963 chez Decca Records à Londres comme assistant, puis devient producteur musical. Il est chargé des enregistrements à Genève de l'Orchestre de la Suisse romande dirigé par Ernest Ansermet. Il enregistre avec des chefs d'orchestre comme Claudio Abbado, Richard Bonynge, Benjamin Britten, Lorin Maazel, Zubin Mehta, Karl Münchinger,Georg Szell, Wilhelm Backhaus, ainsi qu'avec Mstislav Rostropovitch et des chanteurs lyriques, Franco Corelli, Mario Del Monaco, Plácido Domingo, Marilyn Horne, Luciano Pavarotti, Joan Sutherland, Renata Tebaldi.
John Mordler rejoint en 1973 la division classique de EMI Records, où il devient producteur principal. Les enregistrements d'opéras l'amènent à travailler avec Agnes Baltsa, Renato Bruson, Montserrat Caballé, Piero Cappuccilli, José Carreras, Fiorenza Cossotto, Plácido Domingo, Mirella Freni, Nicolaï Ghiaurov, Edita Gruberová, Alfredo Kraus, Sherrill Milnes, Leo Nucci Renata Scotto, Beverly Sills, Shirley Verrett.
John Mordler obtient aux Grammy Awards des prix successifs du meilleur enregistrement d'opéras, ainsi en 1969 (Verdi, La Traviata), 1975 (Rossini, Le Siège de Corinthe), 1990 (Puccini, La Bohème), ou en 1995 (Verdi, Ernani).

### À l'opéra de Monte-Carlo
En 1984, le prince Rainier III de Monaco veut donner un souffle nouveau à l'Opéra de Monte-Carlo. John Mordler a une parfaite connaissance du répertoire et aussi, au niveau artistique et personnel, des grands acteurs du monde lyrique international. Il est ainsi appelé à succéder à Guy Grinda à la direction générale de l'opéra, responsable de la programmation artistique et de l’administration générale, bien qu'il n'ait pas encore dirigé de maison d'opéra.
Il fait venir les plus grandes voix de l'époque, Luciano Pavarotti, (L'elisir d'amore, 1988), Renata Scotto (Fedora (opéra), 1996), Paillasse (Leoncavallo), 2004), Nicolaï Ghiaurov (Aida, dans sa dernière apparition sur scène). Il arpente le monde pour dénicher de jeunes talents, au gré des concours de chant. Ainsi sont révélés Cecilia Bartoli (Le Barbier de Séville, 1986) et Roberto Alagna (La Traviata, 1986, La Bohème, 1992, Roberto Devereux, 199)3. Roberto Alagna, arrivé à son zénith, reste fidèle à John Mordler en revenant chanter en 1999 (L'amico Fritz, avec Angela Gheorghiu) et 2000 (Il Trovatore).
John Mordler peut réunir assez de grandes voix pour monter Il Viaggio a Reims à l'occasion de la réouverture de la salle Garnier, après sa rénovation complète. Il remet au répertoire des œuvres de Jules Massenet créées à Monte-Carlo, Don Quichotte (opéra) (1992, avec Ruggero Raimondi et Gabriel Bacquier), Chérubin (Massenet) (1996), Thérèse (1998). Il complète le cycle Massenet en montant Cendrillon (1895) dans une mise en scène féérique de Robert Carsen.
John Mordler poursuit la tradition de l'Opéra de Monte-Carlo en présentant des créations contemporaines : Un Segreto d'Importanza, de Sergio Rendine (1992), The Picture of Dorian Gray, de Lowell Liebermann (1996), Cecilia, de Charles Chaynes (2000).
John Mordler attire à Monte-Carlo des metteurs en scène célèbres. Margarete Wallmann monte Le Chevalier à la rose (1999) et Madame Butterfly (1999). Pier Luigi Pizzi met en scène La Traviata (1989), L'Italienne à Alger (1990), Carmen (1991), La Cenerentola (1994), Le Turc en Italie (1999).
En même temps qu'il dirige l'Opéra, John Mordler poursuit son activité internationale. Il supervise l'enregistrement de bandes sonores de films, produit en 1991 et 1992 le Ring de Daniel Barenboim au Festival de Bayreuth, des œuvres symphoniques de l'Orchestre philharmonique de Vienne dirigé par Carlos Kleiber. Il est membre de la commission artistique du Festival du Printemps de Monaco, du jury du Belvedere à Vienne (Autriche), préside celui du Toti Dal Monte à Trévise, de l'Iris Adani Corradetti à Pavie, du  Grand prix lyrique de Monaco, du Concours d'exécution musicale de Genève, du concours de chant Madame Butterfly de Tokyo. Il est membre des conseils d'administration du Centre national d'insertion professionnelle des artistes lyriques, CNIPAL (France) et de l'Association des maisons d'opéra européennes, Opera Europa.
John Mordler quitte l'Opéra de Monte-Carlo en 2007, après 22 ans de direction. Il poursuit sa carrière comme consultant auprès de chanteurs et chefs d'orchestre internationaux.

## Distinctions
- Chevalier de l'ordre de Saint-Charles, Monaco (1999)
- Commandeur de l'ordre du Mérite Culturel, Monaco (2015)
- Commandeur de l'ordre des Arts et des Lettres, France (2017)[10].

## Sources
- Philippe Thanh, "Un Anglais à Monaco", in L'Opéra de Monte-Carlo, renaissances de la salle Garnier, Éditions Le Passage, 2005.
- Brigitte Cormier, L'Opéra de Monte-Carlo, 2016, en ligne.
- Hugues Gall, discours de remise des insignes de commandeur des Arts et des Lettres, Opéra de Monte-Carlo, 10 novembre 2017, en ligne.